# Amsterdam (pueblo)
Amsterdam es un pueblo ubicado en el condado de Montgomery en el estado estadounidense de Nueva York. En el año 2000 tenía una población de 5820 habitantes y una densidad poblacional de 76 personas por km².

## Geografía
Amsterdam se encuentra ubicado en las coordenadas 42°57′21″N 74°11′8″O / 42.95583, -74.18556.

## Demografía
Según la Oficina del Censo en 2000 los ingresos medios por hogar en la localidad eran de $37 097, y los ingresos medios por familia eran $46 667. Los hombres tenían unos ingresos medios de $34 476 frente a los $23 533 para las mujeres. La renta per cápita para la localidad era de $19 099. Alrededor del 7% de la población estaban por debajo del umbral de pobreza.